# Dhyan Chand
El comandante Dhyan Chand (29 de agosto de 1905 - 3 de diciembre de 1979) fue un jugador de hockey sobre césped indio ampliamente considerado como uno de los más grandes en la historia de este deporte. Era conocido por sus extraordinarias hazañas de marcar goles, además de ganar tres medallas de oro olímpicas, en 1928, 1932 y 1936, durante una era en la que India dominaba el hockey sobre césped. Su influencia se extendió más allá de estas victorias, ya que India ganó el evento de hockey sobre césped en siete de los ocho Juegos Olímpicos de 1928 a 1964.
Conocido como El Mago  o El hechicero del hockey por su excelente control del balón, Chand jugó internacionalmente desde 1926 hasta 1949; marcó 570 goles en 185 partidos según su autobiografía, Goal. El gobierno de la India otorgó a Chand el tercer honor civil más alto, Padma Bhushan, en 1956. La fecha de su cumpleaños, el 29 de agosto, se celebra anualmente como Día Nacional del Deporte en la India. El honor deportivo más alto de la India, Major Dhyan Chand Khel Ratna Award, lleva su nombre.

## Capitanía y Juegos Olímpicos de verano de Berlín de 1936
En 1933, el equipo local de Chand, los Jhansi Heroes, participó y ganó la Copa Beighton, que se consideraba el más prestigioso de los torneos de hockey de la India. Más tarde, Dhyan afirmaría,
"Si alguien me pregunta cuál fue el mejor partido en el que jugué, diré sin vacilar que fue la final de la Copa Beighton de 1933 entre Calcutta Customs y Jhansi Heroes. La Aduana de Calcuta fue un gran lado en esos días; tenían a Shaukat Ali, Asad Ali, Claude Deefholts, Seaman, Mohsin y muchos otros que estaban entonces en el primer vuelo del hockey indio.

Tenía un lado muy joven. Además de mi hermano Roop Singh e Ismail, que jugaba para el Great Indian Peninsular Railway en Mumbai, no tenía ningún otro gran jugador en el equipo. Pero tenía un equipo que estaba decidido a hacer o morir.

Fue un gran partido, lleno de emoción, y fue solo el oportunismo lo que nos dio la victoria. Las aduanas estaban presionando mucho y nuestro objetivo estaba a su merced. De repente, me abrí paso y desde el centro del campo le di un pase largo a Ismail, que corrió con la velocidad de Jesse Owens a la mitad del largo del campo. Se produjo un malentendido entre el lateral izquierdo de la Aduana y el portero, e Ismail, aprovechándose de ello, cortó y anotó el único gol del partido. Nos sentimos muy orgullosos de nuestro triunfo."
En Calcuta, los Héroes también ganaron el torneo de la Copa Lakshmibilas, que estaba abierto solo para equipos indios. En 1935, defendieron con éxito su título de la Copa Beighton, aunque perdieron el año siguiente.
En diciembre de 1934, la IHF decidió enviar un equipo a Nueva Zelanda en el nuevo año. Chand y su hermano fueron seleccionados de inmediato. Cuando Moinuddin Khanji, el Nawab de Manavadar se negó a jugar, Chand fue nombrado capitán. En la gira posterior, el equipo jugó un total de 48 partidos en esta gira, con 28 en Nueva Zelanda y el resto en India, Ceilán y Australia. India ganó todos los partidos, anotando 584 goles y concediendo sólo 40. De estos 48 partidos, Chand jugó 23 y anotó un total de 201 goles.
Al regresar a la India, Chand reanudó sus deberes en el cuartel. En diciembre de 1935, la IHF decidió organizar el torneo interprovincial para seleccionar el equipo olímpico. A Chand se le negó nuevamente el permiso para dejar su pelotón, aunque una vez más fue seleccionado sin formalidades. El equipo final se reunió en Delhi el 16 de junio y jugó contra el XI de Hockey de Delhi. Increíblemente, perdieron 4-1. Después de este comienzo desfavorable, el equipo realizó una exitosa gira por el subcontinente, y finalmente partió hacia Marsella el 27 de junio. Llegaron el 10 de julio y, tras un incómodo viaje en compartimentos de tercera clase, llegaron a Berlín el 13 de julio. El 17 de julio, el equipo indio jugó un partido de práctica contra Alemania y perdió 4-1. Como tal, el gerente Pankaj Gupta informó a la IHF que Ali Dara tuvo que ser enviado inmediatamente para reemplazar al fuera de forma Mirza Masood.
El 5 de agosto, India ganó su primer partido contra Hungría 4-0. India ganó el resto de los partidos del grupo contra Estados Unidos (7-0, con Chand anotando 2 goles) y Japón (9-0, con Chand anotando 4). El 10 de agosto llegó Ali Dara. Su cuarto partido fue la semifinal contra Francia, a quien derrotaron 10-0, con Chand anotando 4 goles. Mientras tanto, Alemania había vencido a Dinamarca 6-0, Afganistán 4-1 y en los play-offs, había derrotado a Holanda 3-0. Por lo tanto, India y Alemania se enfrentarían en la final de hockey sobre césped de los Juegos Olímpicos de Berlín de 1936 el 19 de agosto.

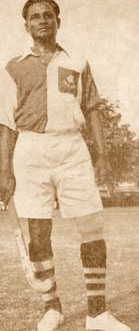
Dhyan Chand, como capitán del equipo indio de hockey en los Juegos Olímpicos de Berlín de 1936.

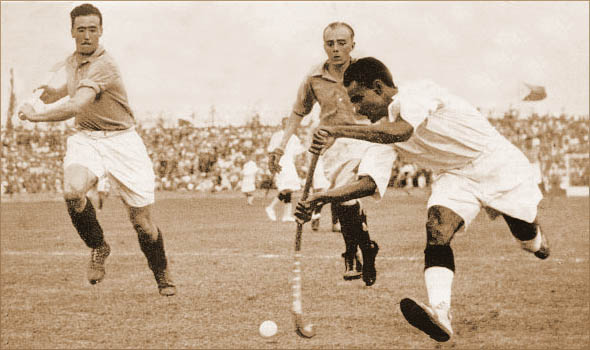
Dhyan Chand en acción contra Francia en la semifinal olímpica de 1936.

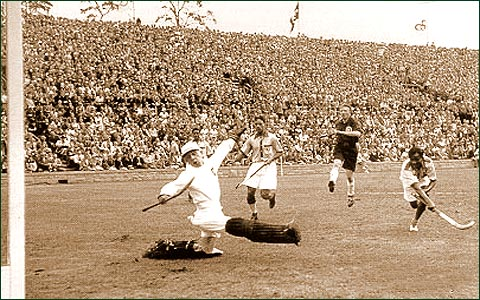
Dhyan Chand marca un gol contra Alemania en la final de hockey de los Juegos Olímpicos de 1936.

En la mañana de la final, todo el equipo estaba nervioso ya que habían sido derrotados la última vez que se habían enfrentado a Alemania. En el vestuario, Pankaj Gupta sacó un tricolor del Congreso. Con reverencia, el equipo lo saludó, oró y marchó al campo. El equipo alemán logró limitar al equipo de la India a un solo gol hasta el primer intervalo. Después del descanso, el equipo indio lanzó un ataque total, derrotando fácilmente a Alemania 8-1. Por cierto, ese gol de Alemania fue el único gol anotado contra India en ese torneo olímpico. Los informes periodísticos del partido declararon que Dhyan Chand anotó cuatro goles, mientras que afirmó que anotó tres, en su autobiografía Goal, con Ali Dara anotando dos, y Roop Singh, Carlyle Tapsell y Sayed Jaffar con un gol cada uno. Al describir el juego, escribió el corresponsal especial de The Hindu,

Todos los miembros del equipo estaban sintiendo la tensión de la derrota ante los alemanes en el partido de práctica, y nadie estaba en su estado habitual. Nunca vi un equipo de hockey de la India, donde el juego es definitivamente de un nivel superior en comparación con el resto del mundo, estando tan obsesionado en la víspera del partido. Los jugadores estaban nerviosos sobre cuál sería el resultado del partido, lo que se vio agravado por la sensación de que el peso del honor del país estaba sobre sus hombros.
El juego se jugó a un ritmo rápido y estuvo lleno de emocionantes incidentes. Los alemanes socavaron y levantaron el balón, pero el equipo indio respondió con brillantes medias voleas y sorprendentes tiros lejanos. Dos veces Dara intentó anotar pero fue declarado fuera de juego. Dhyan Chand se quitó los zapatos con pinchos y las medias y jugó con las piernas desnudas y suelas de goma y se volvió más veloz en la segunda mitad.
Allen y Tapsell salvaron brillantemente los vigorosos ataques alemanes. El gol anotado por Weiss de Alemania fue el único gol anotado contra los Indios durante todo el torneo. Todo el equipo indio realizó una espléndida exhibición. Dhyan Chand y Dara impresionantes por su combinación, Tapsell por su fiabilidad y Jaffar por sus tremendas explosiones de velocidad.

Ha habido muchos informes de medios erróneos a lo largo de los años que afirman que Dhyan Chand anotó 6 goles en la victoria de India por 8-1 sobre Alemania en la final olímpica de 1936. En su autobiografía Goal! Chand escribió:
“Cuando Alemania estaba cuatro goles abajo, una pelota golpeó la almohadilla de Allen y rebotó. Los alemanes lo aprovecharon al máximo y se apresuraron, metiendo el balón antes de que pudiéramos detenerlo. Ese fue el único gol que marcaría Alemania en el partido contra nuestros ocho y, dicho sea de paso, el único gol marcado contra India en todo el torneo olímpico. Los goleadores de India fueron Roop Singh, Tapsell y Jaffar con uno cada uno, Dara dos y yo tres ”.
Los registros de la Federación Internacional de Hockey también atribuyen solo tres de los ocho goles a Chand en la final. La final se incluyó en la película de Leni Riefenstahl sobre los Juegos Olímpicos de 1936, Olimpia. En general, en tres torneos olímpicos, Chand había marcado 33 goles en 12 partidos.
Se informa que el líder alemán Adolf Hitler quedó tan impresionado con las habilidades de Chand que le ofreció la ciudadanía alemana y un puesto de coronel en el ejército alemán, lo que Dhyan Chand rechazó.

### Legado

Dhyan Chand en un sello de la India de 1980

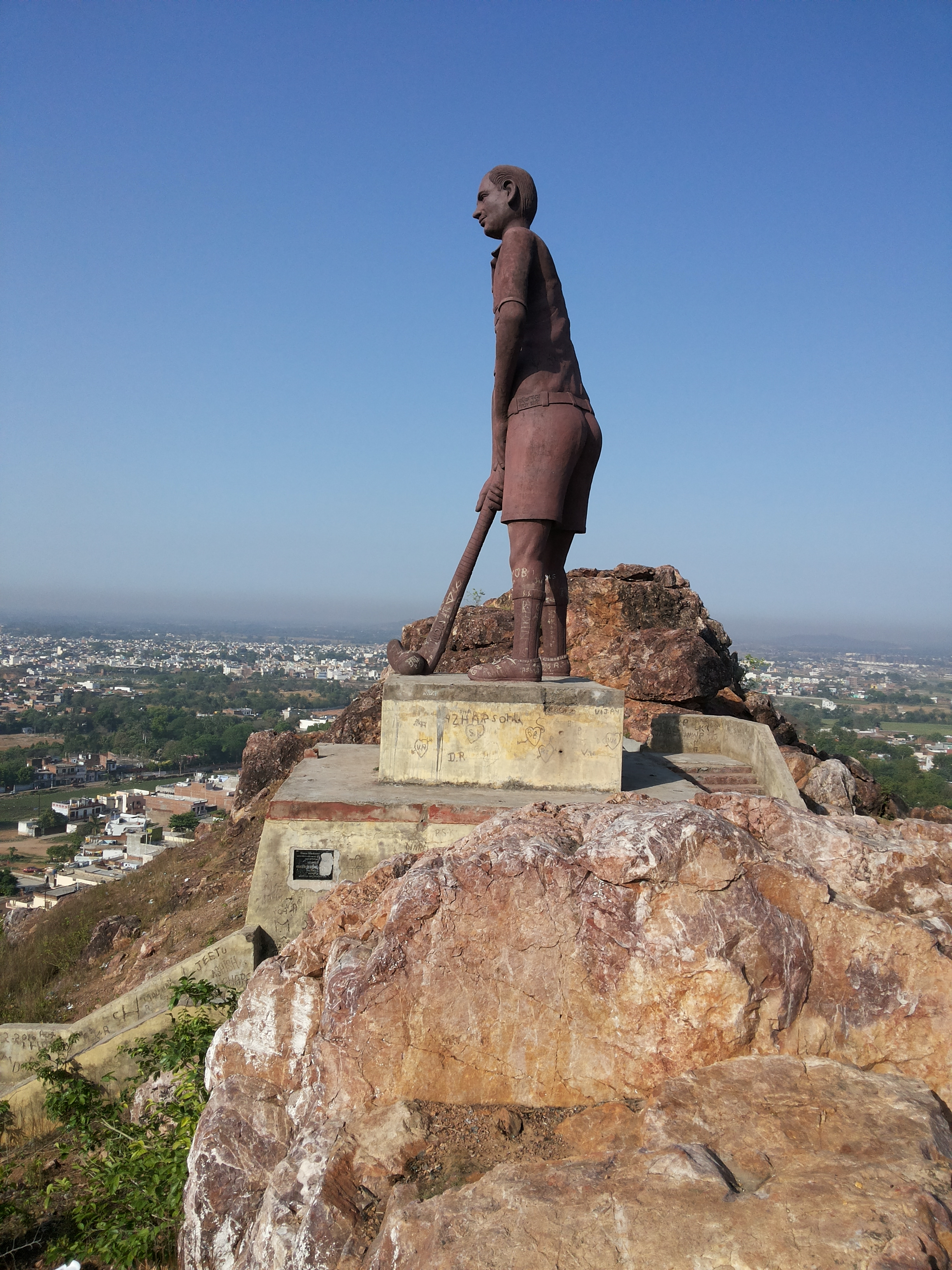
Estatua de Dhyan Chand en la colina de Sipri, Jhansi, Uttar Pradesh.

Dhyan Chand sigue siendo una figura legendaria en el hockey indio y mundial. Sus habilidades han sido glorificadas en varias historias y anécdotas apócrifas. Varias de ellas giran en torno al hecho de que Singh tenía un extraordinario control para regatear la pelota. El cumpleaños de Chand, el 29 de agosto, se celebra como Día Nacional del Deporte en la India. El Presidente entrega este día en el Rashtrapati Bhavan, en la India, premios relacionados con el deporte como el Major Dhyanchand Khel Ratna, el Premio Arjuna y el Premio Dronacharya.[cita requerida]
El 20.º Premio Nacional 2012, la Gema de la India, otorgado por el ministro de la Unión de la India, fue entregado a Dhyan Chand. El premio lo recibió el hijo de Dhyan Chand, Ashok Dhyan Chand (olímpico de hockey por derecho propio) en nombre de su padre fallecido. El premio fue otorgado por la Asociación de Periodistas de la India bajo la bandera de la Federación de Periodistas de la India, Auditorio Sirifort, Nueva Delhi, India, el 22 de septiembre de 2012.
El máximo galardón de la India a los logros de toda una vida en el deporte es el Premio Dhyan Chand, que se concede anualmente desde 2002 a las figuras del deporte que no solo contribuyen con su rendimiento, sino que también contribuyen al deporte después de su retirada. El Estadio Nacional, Delhi fue rebautizado como Estadio Nacional Dhyan Chand en 2002 en su honor.
Un albergue de la Universidad Musulmana de Aligarh, de la que fue alumno, ha sido nombrado en su honor.
Anotó más de 1000 goles en toda su carrera nacional e internacional, desde 1926 hasta 1948, lo que le convierte en el máximo goleador de la historia del Hockey. La BBC le llamó el "equivalente del hockey a Muhammad Ali".
Un campo de hockey  en el Indian Gymkhana Club de Londres, ha sido bautizado con el nombre de la leyenda del hockey indio Dhyan Chand.
El Gobierno de la India emitió un sello postal conmemorativo y un sobre de primer día en honor a Dhyan Chand en 1980. Sigue siendo el único jugador de hockey indio que tiene un sello en su honor.